# 森垣亀一郎
森垣 亀一郎（もりがき きいちろう、1874年（明治7年）3月22日 - 1934年（昭和9年）1月23日）は、兵庫県出身の日本の土木技術者。大阪築港工事に8年間従事し、鉄桟橋、神戸築港、防波堤の工事にあたった。

## 来歴
但馬国豊岡（現・兵庫県豊岡市）に生まれる。新治郎とちくの次男。5歳で父を亡くす。明治13年に豊岡小学校に入学。学業が優秀だったことから、地元の資産家の援助により東京府尋常中学校に入学する。さらに第一高等中学校に進むが、資産家が事業に失敗したことで、苦学を余儀なくされた。その状況でも帝国大学工科大学土木工学科に進学し、1898年（明治31年）に卒業した。この間の学費は、出身小学校長の弟だった土木技師の沖野忠雄から援助された。
卒業後は、大阪市築港事務所技師となる。この就職は、沖野から大阪の築港事業に携わることを命じられたためであった。
1906年（明治39年）には大蔵省技師となり、翌年には欧米に出張した。この異動は神戸築港の建設責任者として沖野に招聘されたもので、出張は築港の工法を学ぶことが目的だった。森垣はオランダのロッテルダム港で使用されたケーソン工法を持ち帰り、神戸の現場に日本で初めて導入した。
1913年（大正2年）、神戸出張所在勤となる。1919年（大正8年）には内務省技師を兼務した。
1923年（大正12年）には神戸市港湾部長、都市計画部技師長、のち土木部長となる。この間、1924年（大正13年）再び欧米を視察した。神戸では道路整備や阪神電気鉄道本線の地下化、苅藻島の築造にも携わった。

## 家族・親族
出典は『人事興信録』4巻・8巻、『森垣亀一郎伝』掲載の系図、瀬戸本淳「神戸秘話 6 多彩な人物がさまざまな業界で活躍」『月刊神戸っ子』2017年6月号。
- 義父・神矢粛一（沖野忠雄の兄）
- 妻・神矢ふみ（神矢粛一の2女）

親戚
- 沖野忠雄（神矢粛一の弟）
- 藤井正太郎（妻の妹・ふくの夫。藤井得三郎の長男[5]）

遠戚
- 藤井米次郎（龍角散の2代得三郎。正太郎の姉・千代の夫[5]）

## 評伝
- 森垣博士功績顕彰会（編）『森垣亀一郎伝』森垣博士功績顕彰会、1967年